# René Chambe
 (août 2018).
Pour les articles homonymes, voir Chambe.
René Michel Jules Joseph Chambe (né le 3 avril 1889 à Lyon, 2e arrondissement, et mort à Baudinard-sur-Verdon, Var le 24 novembre 1983) est un général français, aviateur et écrivain. 
Pionnier de l'aviation de chasse durant la guerre de 1914-1918, il est célèbre pour ses écrits sur l'aviation, notamment son Histoire de l’aviation (Flammarion, 1949). Dans les années 1930, il structure le Service Historique de l'Armée de l'Air (SHAA) puis devient directeur de l'Ecole de l'Air (future École de l'air et de l'espace). La Seconde Guerre mondiale le porte aux côtés du général Giraud, puis des généraux Alphonse Juin et de Jean de Lattre de Tassigny.

## Enfance et adolescence

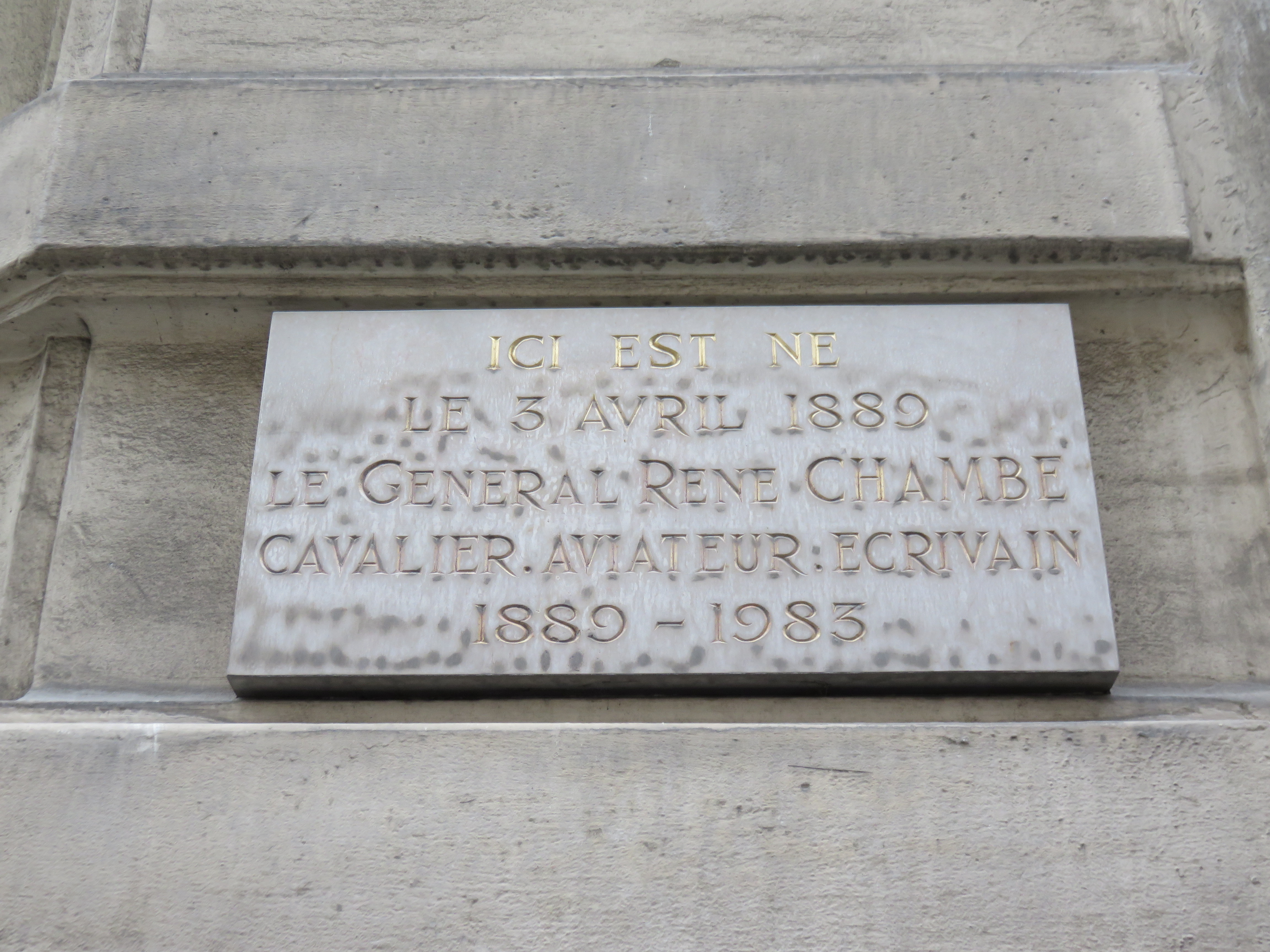
Plaque commémorative de sa naissance rue Jarente, dans le 2e arrondissement de Lyon.

Fils d'avocat, il fait ses études chez les Dominicains du collège Saint-Thomas d'Acquin d’Oullins et au Lycée Ampère (Lyon). Il passe son enfance au château de Monbaly à Vaulx-Milieu (Isère) et à Lyon. Comme beaucoup d'enfants de sa génération née après 1870, il est pétri par l'esprit de la Revanche.

## Carrière militaire
À 19 ans, en 1908, il s’engage dans l'armée et choisit la Cavalerie. Il est incorporé au 10e régiment de hussards à Tarbes comme simple soldat. Sorti du rang, il est promu sous-lieutenant le 1er octobre 1913, à sa sortie de l’École de Saumur. Il est alors affecté au 20e Régiment de dragons de Limoges.

### Première Guerre mondiale
C'est avec ce régiment de dragons qu'il participe à la première partie de la guerre de 1914-1918 : entrée en Alsace-Lorraine en août 1914, bataille de la Marne, course à la mer, opération de l’Yser en Belgique.
En décembre 1914, il quitte la cavalerie sur sa demande pour entrer dans l’aviation et obtient son brevet d'observateur. En janvier 1915, il est affecté à une escadrille (D6) de reconnaissance d’armée (5e armée du général Franchet d’Espérey). Mais le 1er mars 1915, la première escadrille de chasse est créée, c'est l'escadrille MS 12 qui compte pilotes et observateurs triés sur le volet par le commandant Charles Tricornot de Rose, chef de la section aéronautique de la 5e armée. L'escadrille est commandée par le lieutenant de Bernis, on y trouve Pelletier-Doisy (pilote), Navarre (pilote), Robert (obs.), Jacottet (obs.), Bodin, Mesguich (pilote), Gasnier (pilote), Moinier et Chambe notamment. C'est le temps des pionniers de l'aviation de chasse qui s'ouvre.
Le 2 avril 1915, le sous-lieutenant Chambe abat son premier avion allemand, comme passager de Pelletier-Doisy, pilote, sur un "parasol" (Morane-Saulnier Type L). L’avion ennemi, un Albatros C, est tombé dans les lignes françaises. C'est la cinquième victoire aérienne française, au lendemain de deux autres victoires retentissantes, celle de Roland-Garros, seul à bord de son avion pour expérimenter le tir à travers l'hélice, puis celle de Navarre et Robert (MS 12). Le sous-lieutenant Chambe et l'adjudant Pelletier-Doisy sont faits chevaliers de la Légion d’honneur par le général Franchet d’Espérey. Ils sont décorés le 8 avril avec leurs camarades Navarre et Robert. Fin avril 1915, il est victime d'un accident aérien alors qu'il est passager de Jean Navarre… lors d'une chasse aérienne à l'outarde canepetière !
Nommé lieutenant à la suite de sa première victoire, il apprend à piloter dès l'été 1915 avec l'adjudant Mesguich de l'escadrille 12, obtenant son brevet civil à l'automne 1915 et son brevet militaire en février 1916, ce qui lui permettra de piloter seul son avion de chasse devenu monoplace. C'est avec le Nieuport XI dit "Bébé" Nieuport qu'il participe aux combats aériens au-dessus de Verdun en mars 1916, à la suite de la fameuse injonction du général Pétain au commandant de Rose : "Rose, je suis aveugle, balayez-moi le ciel !". La 12 alterne ainsi ses missions autour de Reims et à Verdun. Il observe surtout que le temps des "duels chevaleresques" est terminé. La physionomie des combats s'est muée en de redoutables mêlées entre escadrilles entières.
Chambe est désigné au début de l'été 1916 pour partir pour la Roumanie afin d’y mettre au point l’aviation de chasse roumaine encore inexistante. Il arrive à Bucarest le 25 août après trois semaines de voyage, juste avant la déclaration de guerre par la Roumanie. Sa mission, avec tant d'autres Français, est un prélude à l'arrivée de la Mission Militaire Française en Roumanie dirigée par le général Berthelot. À l'automne, avec l'arrivée officielle de la Mission, il prend le commandement de la première escadrille de chasse franco-roumaine, l'escadrille N1 (3 pilotes français, 3 pilotes roumains, 1 pilote anglais, 2 pilotes russes), équipée d'avions français Nieuport. Il prend part à toutes les opérations de guerre de la Roumanie. Il connaît ainsi les premiers succès en Bulgarie, et Transylvanie, puis la perte de Bucarest, les revers d’Olténie, la retraite dans les boues de Valachie, l’arrivée de la neige, l'hiver rude de 1916-1917. Chambe est nommé capitaine (à titre temporaire) le 25 décembre 1916, afin de lui donner plus de poids vis-à-vis des officiers roumains. L’escadrille N1 n’a pas cessé de combattre. Elle abat de nombreux avions allemands ou autrichiens. L’été revenu, la Roumanie tente de reprendre l’offensive.
Le 6 août 1917, Chambe est blessé en combat aérien lors de la bataille de Marasesti. Atterrissant dans les lignes russes, il est pris en charge dans un hôpital de campagne avant d'être rapidement transféré au château de Ghidigeni, propriété de la famille Chrissoveloni qui abrite la famille royale roumaine. Les infirmières, dont la reine Marie en personne, sont issues des grandes familles roumaines. Fin septembre, il est finalement évacué vers la France pour parfaire les soins. Il repart ainsi, seul avec deux cannes, à travers la Russie, en proie déjà à la révolution russe. Soigné en France, Chambe reparaît sur le front français en mars 1918. Il est adjoint au commandant de l’aéronautique du 10e corps d’armée. Il prend part ainsi aux opérations décisives qui se déroulent au printemps devant Verdun et en Champagne, puis en Artois. L'aéronautique du 10e corps est ensuite face aux Vosges en octobre 1918. Il prend le commandement de cette unité aérienne qui compte quatre escadrilles dont trois divisionnaires. Il entre ainsi en Alsace et à Strasbourg, avec ses équipages, aussitôt après l’armistice de 1918 (22 novembre), avec l’armée du général Henri Gouraud, à laquelle appartient son unité.

### Entre-deux-guerres
Le capitaine Chambe, officier de cavalerie, opte définitivement après la victoire pour l’aviation, où il sert depuis quatre ans et où il finira sa carrière.
Il est successivement officier d’État-Major, chargé des questions d’aéronautique au 14e corps (Lyon), commandant de groupe dans une escadre (Lyon-Bron). Nommé commandant, il est désigné pour devenir le chef d’état-major du groupement d'aviation de bombardement (c’est-à-dire de l’ensemble des forces de bombardement de jour et de nuit de l’aviation française) aux ordres du général de Goÿs, à Paris. Le général de division Victor Denain, ministre de l’Air, l’appelle auprès de lui à son cabinet militaire où il exerce les fonctions de sous-chef de cabinet, chargé des questions d’information et d’expansion aériennes en 1934 alors que l'Armée de l'Air vient d'être créée comme une armée à part entière.
En 1936, le lieutenant-colonel Chambe qui, entre-temps, a créé sur les indications du général Denain le service historique de l'armée de l’air (SHAA), est nommé directeur des études à l'École de l'air qui vient d’être créée. Au printemps 1938, il prend à Lyon le commandement de la 35e escadre de bombardement. Cette escadre est mobilisée et reçoit ses missions de guerre au moment de la tension de Munich en août 1938.
Les Accords signés, le colonel Chambe effectue avec toute son escadre, à titre d’entraînement de guerre, une des premières traversées aériennes en unité constituée de la Méditerranée, de la base d'Istres à Tunis sans escale. Cette traversée a lieu sans incident. Les liaisons radio spécialement étudiées y sont expérimentées avec succès.
Le colonel Chambe reçoit l’ordre secret, en février 1939, l’affectant, en cas de guerre, au commandement des Forces Aériennes (aviation et artillerie de D.C.A.) de la 7e armée. C’est un commandement d’officier général, aux ordres du général Henri Giraud.

### Seconde Guerre mondiale
Le 3 septembre 1939, le colonel Chambe réunit son état-major aux environs de Reims, où se concentre la 7e armée, en position centrale. En novembre, cette armée est portée face à la Belgique, le long de la frontière belge, en situation d’attente.
Les forces d’aviation de la France apparaissent singulièrement faibles et peu nombreuses au regard des forces aériennes allemandes. Chambe pousse Giraud à réclamer l’accroissement des forces d’aviation de son armée auprès de l’État-Major général, mais en vain. Le 28 février 1940, sur l’ordre de Giraud, Chambe organise à son P.C. de Saint-Omer un important Kriegspiel, où est étudiée l’action probable de l’aviation allemande le jour où l’ennemi se décidera à passer à l’offensive, et auquel assistent tous les généraux de la 7earmée et un certain nombre d’officiers généraux ou supérieurs des armées voisines (parmi lesquels le colonel Charles de Gaulle). Beaucoup se demandent si le colonel Chambe n’a pas surestimé les forces aériennes de l’ennemi, en particulier le nombre de ses groupes de bombardement et ses possibilités d’action. Mais le 10 mai 1940 prouve que ces estimations étaient encore au-dessous de la vérité. Le bombardement simultané de tous les P.C. d’armée, de corps d’armée, voire de divisions, des terrains d’aviation et des nœuds de communications français fait tomber un peu tard les écailles des yeux du commandement. Chambe, anticipant les bombardements, fait stationner ses appareils de manière dispersée et en petits groupes dans tout le secteur de la VIIe armée. Il évite ainsi la destruction de ses avions.
Au cours de la période 10 mai-22 juin 1940, les forces aériennes de la 7e armée préservées se battent avec acharnement contre l’adversaire. Le soldat au sol n’avait pas vu les aviateurs dans la bataille ; pourtant la citation collective donnée aux forces aériennes du colonel Chambe par le général Frère commandant la 7e armée tente de prouver le contraire. En réalité, Chambe a déploré la politique d'armement de la France en matière d'aviation, délaissant la production d'avions de chasse au profit d'un appui sur un "avion à tout faire" illusoire, sorte de bombardier rapide, trop vulnérable contre la chasse ennemie, pas assez important pour égaler les bombardiers adverses.
L'armistice du 22 juin 1940 signé, le colonel Chambe est atteint par le brutal abaissement des limites d’âge imposé par l’ennemi aux officiers de l’aviation française, réduite à presque rien.
Il est renvoyé chez lui avec les étoiles de général, mais ne se résigne pas à la défaite. Après des hésitations à passer en Angleterre et à répondre à se joindre au général de Gaulle, il décide donc de rester en France. Bientôt, il fait de nombreuses conférences publiques pour maintenir et stimuler le moral des Français découragés par la défaite et les privations. Envoyé en Afrique du Nord fin novembre 1940 par le journal Paris-Soir, il y réalise pour le quotidien une série d'articles et de reportages publiés en décembre et janvier 1941. Il profite de ce voyage pour se faire une idée précise de l'état d'esprit des troupes d'Afrique du Nord et de leurs chefs en vue d'un éventuel débarquement allié. Il retrouve par hasard son ami Antoine de Saint-Exupéry qui s'apprête à partir pour les États-Unis.
En février 1942, il rencontre son ancien camarade de la VIIe Armée le général Baurès à Lyon au Centre technique d'Informations. Ce dernier l'informe du projet d'évasion - qui est imminente - de leur ancien chef le général Giraud, prisonnier des Allemands depuis mai 1940 dans la forteresse de Königstein. Les généraux Baurès et de Linares, qui sont avec Madame Giraud aux manettes depuis le début de ce projet, confient à Chambe le soin d'organiser en France les logements et cachettes de Giraud. Giraud s'évade enfin le 17 avril et arrive en France quelques jours plus tard. Chambe l’abrite et le cache sous le faux nom de Simignon chez sa fille et son gendre Jarrosson à Lyon, et en Dauphiné, au château de la Verne dit Maison Coron, une propriété de la belle-famille de son frère à la Verpillière (Isère), avant, obligé de fuir en pleine nuit, de rejoindre une autre résidence prévue en cas de problème : le château de Fromente, propriété des Roche de la Rigodière, des amis de Chambe. Intégré à l'État-Major de Giraud surtout composé d'anciens chefs de la VIIe Armée, Chambe travaille à l'avenir et à la revanche qui se jouera en Afrique du Nord. Le contact est pris avec l’état-major américain. Weygand, que Chambe est allé rencontrer pour Giraud, se récuse. Ce dernier prend alors en mains la direction des opérations en Afrique du Nord, au jour du débarquement anglo-américain fixé au 8 novembre 1942.
De son côté, Chambe est chargé de plusieurs missions en France, en particulier auprès du général Frère, futur chef de l’armée secrète. Faute de pouvoir embarquer dans un sous-marin anglais depuis la Côte d'Azur dès novembre afin de rejoindre Giraud à Alger, il parvient fin janvier 1943 à franchir les Pyrénées, puis toute l’Espagne. Embarqué clandestinement à Séville, il rejoint Gibraltar. Reconnu par le général Mac-Farlane, gouverneur de Gibraltar, avec qui il a été en rapport de service en 1940, sur le front de Belgique, Giraud est averti à Alger et met un avion à sa disposition pour le conduire en Algérie. Chambe arrive à Alger le 7 février 1943.
Giraud, qui dirige désormais le Commandement en chef français civil et militaire, lui refuse un commandement sur le front de Tunisie car il le nomme ministre de l’Information, fonction qu'il occupe dès son arrivée début février (Décision du 21 février) au 7 mai 1943. C’est à ce titre qu’il conduit avec le colonel américain Hazeltine la guerre psychologique, en s’attaquant au moral de l’adversaire, armée et population civile, par la propagande radio, tracts, renvois de prisonniers avec messages, etc. Le 8 mai, il quitte l'Information pour devenir ministre d'état sans portefeuille, à titre de conseiller personnel de Giraud. Il lui lit et lui remet sa première lettre memorandum le 17 mai, lettre dans laquelle il expose les dangers d'une union avec de Gaulle - union qu'il n'avait eu pourtant de cesse d'encourager depuis avril 1942 - qui aboutirait fatalement à son éviction.
Le général Chambe cesse ses fonctions de ministre avec la nouvelle présidence bicéphale Giraud-de Gaulle du Comité français de libération nationale, créé le 3 juin 1943. Il devient alors chef du cabinet militaire du général Giraud. Durant onze mois, il assiste à Alger, à l'aggravation de la mésentente entre le général de Gaulle et le général Giraud, entre « gaullistes » et « giraudistes ». Lorsque Giraud est finalement placé en réserve de commandement, le 14 avril 1944, ses proches se dispersent en des postes divers. Chambe rejoint alors le général Juin, commandant un chef du Corps expéditionnaire français en Italie. Affecté à son état-major, il participe de nouveau aux combats mais son rôle est surtout d'écrire l'Histoire telle que se déroule sous ses yeux. Il est en quelque sorte l'historiographe de la Campagne d'Italie.
Servant tantôt dans une unité, tantôt dans une autre, le général Chambe enlève les étoiles de ses manches, se bat comme simple soldat au milieu des tirailleurs et prend part ainsi à la plupart des combats de la campagne d’Italie et à l’entrée victorieuse à Rome, le 5 juin 1944. Le général de Monsabert, commandant la 3e division d’infanterie algérienne, le nomme tirailleur de 1re classe au 3e régiment de tirailleurs algériens.
La campagne d’Italie achevée, le général Chambe participe de nouveau à celle de France. Le 16 août 1944, à bord d’un transport de troupes L.S.T., il prend part au débarquement sur les côtes de Provence, dans la baie de Saint-Tropez, avec un détachement de chasseurs de l'Armée B. À ses côtés, se tient le commandant William Bullitt, ancien ambassadeur des États-Unis en France de 1939 à 1940. Ce dernier a voulu marquer son attachement à la France en servant sous l’uniforme français. Chambe est alors affecté au cabinet du général de Lattre de Tassigny, chef de la Ire Armée "Rhin et Danube", ce qui lui permet d’assister ou de participer à toutes les grandes opérations jusqu’à la capitulation de l’Allemagne le 8 mai 1945.
Les hostilités terminées, le général Chambe reste en occupation en Allemagne jusqu’à ce qu’une nouvelle fois atteint par la limite d’âge, il prenne sa retraite et regagne la France en avril 1946.

## Carrière littéraire[25]
Pour René Chambe s’ouvre aussi dès 1926, sa vie d'écrivain.
Avant 1939, il publie sept ouvrages dont trois romans, chez l'éditeur Baudinière :
- Le Bracelet d’ébène (prix Maurice-Renard 1927, de la Société des Gens de Lettres), roman (Aux éditeurs associés - Editions du Monde Moderne, 1926 ; Baudinière, 1929)
- Sous le casque de cuir, préface de Maurice Renard (Médaille d’or 1929 de l’Aéro-Club de France), roman (Baudinière, 1928)
- Altitudes, préface de Paul Chack, roman (Baudinière, 1932)
- Dans l’enfer du ciel (Prix d'Académie 1935, par l’Académie française) (Baudinière, 1933)
- Enlevez les cales ! (Grand Prix littéraire 1936 de l’Aéro-Club de France) (Baudinière, 1934)
- L’Escadron de Gironde (ouvrage couronné par l’Académie française) (Baudinière, 1935 ; Flammarion, 1958)
- Hélène Boucher, pilote de France (Baudinière, 1937 ; France-Empire, 1964 ; Hachette, 1966)

Cette période marque aussi son intérêt pour le cinéma pour lequel il fait quelques tentatives en écrivant des scénarios.
Au lendemain de la guerre de 1939-1945, le général Chambe reprend son œuvre, commençant sa relation avec Flammarion, initiée en réalité avant la guerre pour la préparation de l'Histoire de l'aviation :
- Équipages dans la fournaise, 1940 (Flammarion, 1945)
- Le 2eCorps attaque… Campagne d'Alsace 1944-1945 (Flammarion, 1948)
- Guynemer (coédition Marcus - Decca, 1949)
- Histoire de l’aviation (Flammarion, 1949 ; nouvelles éditions 1958, 1963, 1972, 1980 ; 1987)
- L’Épopée française d’Italie, 1944, préface du Maréchal Juin (Flammarion, 1952)
- Le Bataillon du Belvédère (Flammarion, 1953), prix Général Muteau de l’Académie française en 1954
- Au temps des carabines (Flammarion, 1955)
- Souvenirs de chasse pour Christian (Flammarion, 1963 ; Montbel, 2012)
- La Bataille du Garigliano (J'ai lu, 1965 - réédition au format poche de l'Epopée française d'Italie)
- Le commandant de Rose, créateur de l'aviation de chasse (Dynamo, coll. La Toison d'or, 1967)
- Le Maréchal Juin, duc de Garigliano (Presses de la Cité, 1968 ; Plon, 1983)
- Le Cor de Monsieur de Boismorand (Plon, 1971 ; Montbel, 2013)
- Au carrefour du Destin. Pétain, Weygand, Giraud, de Gaulle (France-Empire, 1975)
- Le Limousin des guerres mondiales, dans Histoire du Limousin et de la Marche. Tome 3 De la Première guerre mondiale à nos jours, sous la direction de René Morichon (René Dessagne, 1976)
- Propos d’un vieux chasseur de coqs (Presses de la Cité, 1977 ; Montbel, 2010)
- Adieu, cavalerie ! La Marne, bataille gagnée, victoire perdue (Plon, 1979)
- Route sans horizon. Les eaux sanglantes du beau Danube bleu (Plon, 1981)
- Les Cerises de Monsieur Chaboud (Plon, 1981)

Il écrit aussi une quinzaine de préfaces et de très nombreux articles parus dans la presse et dans diverses revues et périodiques, en particulier dans la Revue des deux Mondes, dont il a été un collaborateur assidu avant la guerre de 1939 et dans les années 1950. Dans ses nombreuses conférences en France et à l’étranger, il traite le plus souvent de l’air et l’aviation.
En 1945, l'Académie française lui décerne le prix Général Muteau pour l'Ensemble de son œuvre.

### Œuvre adaptée au cinéma
- En 1932, Albert de Courville adapte Sous le casque de cuir avec Pierre Richard-Willm, Gina Manès et Gaston Modot[27].
- En 1939, son livre à succès L'escadron de Gironde (Baudinière, 1935) est sur le point d'être adapté mais la guerre interrompt le projet.

## Sources
- René Chambe, un écrivain en général - nouveau site officiel
- Le Général Chambe - ancien site officiel